# Il pollo si mangia con le mani
Il pollo si mangia con le mani (Carbon Copy) è un film statunitense del 1981, diretto da Michael Schultz.
Il film segna l'esordio cinematografico di Denzel Washington.

## Trama
Un dirigente d'azienda di successo scopre di avere un figlio naturale di colore, che scompaginerà la sua vita sociale.